# 大崎リバーウォークガーデン
大崎リバーウォークガーデン（おおさきリバーウォークガーデン）は東京都品川区東五反田二丁目にある再開発地区。デベロッパーは東急不動産株式会社、施工は竹中工務店が担当。
大崎駅と五反田駅の中間の目黒川左岸に立地し、公園、40階建ての住宅棟（ブランズタワー大崎）、20階建ての業務棟から構成し、2027年に竣工する見込み。この地には、IMAGICA GROUP本社やIMAGICA Lab.東京映像センター、一般家屋などがあった。